# Franz Praetorius

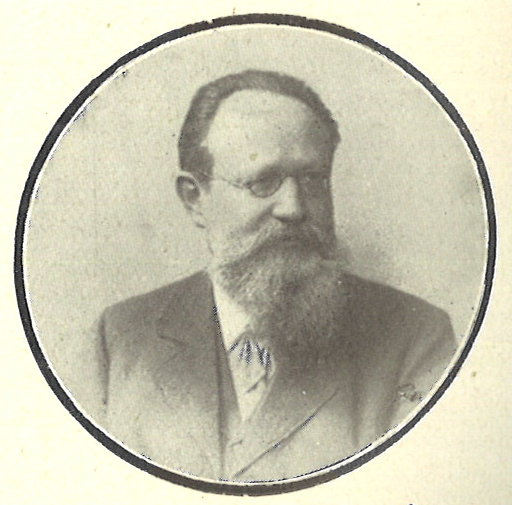
Franz Praetorius

Georg Friedrich Franz Praetorius, född den 22 december 1847 i Berlin, död den 21 januari 1927 i Breslau, var en tysk orientalist. Han var far till musikhistorikern Ernst Praetorius.
Praetorius blev extra ordinarie professor i Berlin 1875, ordinarie professor i Breslau 1880, i Halle 1893 och åter i Breslau 1909. Han är mest berömd för sina arbeten rörande Abessiniens språk som Grammatik der Tigriñasprache (1871), Grammatik die amharische Sprache (1879), Äthiopische Grammatik (1886) samt Zur Grammatik der Gallasprache (1893).